# Люборадз (Нижньосілезьке воєводство)
Люборадз (пол. Luboradz, нім. Lobris) — село в Польщі, у гміні Мсцивоюв Яворського повіту Нижньосілезького воєводства.
Населення — 194 особи (2011).
У 1975-1998 роках село належало до Легницького воєводства.

## Демографія
Демографічна структура станом на 31 березня 2011 року:
|          | Загалом | Допрацездатний вік | Працездатний вік | Постпрацездатний вік |
| -------- | ------- | ------------------ | ---------------- | -------------------- |
| Чоловіки | 96      | 23                 | 66               | 7                    |
| Жінки    | 98      | 18                 | 57               | 23                   |
| Разом    | 194     | 41                 | 123              | 30                   |